# Хиројуки Сакашита
Хиројуки Сакашита (јап. 坂下 博之; 6. мај 1959) јапански је фудбалер.

## Каријера
Током каријере играо је за Фуџита и Јомиури.

## Репрезентација
За репрезентацију Јапана дебитовао је 1980. године.

## Статистика
| Јапан  | Јапан | Јапан |
| Год.   | Ута.  | Гол.  |
| ------ | ----- | ----- |
| 1980   | 1     | 0     |
| Укупно | 1     | 0     |